# Makkai Gergely
Makkai Gergely (Marosvásárhely, 1952. április 7. – Szabéd, 2024. március 29.) magyar meteorológus, informatikus és szakpolitikus.

## Életútja, munkássága
Középiskolát szülővárosában a Papiu Ilarian Líceumban végzett (1971), a Babeș–Bolyai Egyetemen szerzett földrajztanári diplomát és meteorológusi szakképesítést (1975). A Maros-Bánát Vízügyi Igazgatóság munkatársa 1976-tól, itt részt vesz a Maros folyó vízgyűjtő területén levő meteorológiai állomáshálózat anyagfeldolgozásának átszervezésében, majd a veszélyes hidrometeorológiai jelenségeket előrejelző osztályra, 1980-tól a számítástechnikai osztályra helyezik át, ahol kidolgozza a közreműködésével megvalósult Maros menti meteorológiai hálózat informatikus rendszerének tervét. 2003-ban megszerezte a környezettudományok doktora fokozatot a gödöllői „Szent István” Egyetemen.
Tudományos ismeretterjesztő írásait A Hét, Vörös Zászló, valamint a megyei Pedagógusok Háza és a Népi Egyetem keretében földrajzi előadásai során értékesítette. A Marosvásárhelyi Rádió magyar adásának Mikroenciklopédia rovatában szakelőadásokkal szerepelt (1983), a magyar adások újrakezdése után folytatva előadásait (1991).

## Tanári pályája
Tanári pályafutását általános iskolai tanárként kezdte a Maros megyei Mezőcikudon, ahol egy fél évet dolgozott, majd a későbbiekben helyettesítő tanárként a Bolyai Farkas Elméleti Líceumban.
1995-től kezdődően több egyetem munkatársa is volt. Óraadó tanárként dolgozott a Dimitrie Cantemir Egyetem földrajz-történelem tanszékén, a Petru Maior Egyetem Környezetvédelmi szakvédelmi tanszékén, a Corvinus Egyetem Nyárádszeredába kihelyezett kertészmérnöki tagozatán, a Babeș-Bolyai Tudományegyetem földrajz karának magyar tagozatán, a Sapientia Erdélyi Magyar Tudományegyetem marosvásárhelyi karának kertészeti tanszékén.

## Politikai tevékenysége
2001–2003 között az RMDSZ marosvásárhelyi választmányának volt elnöke. 2000 és 2004 között az RMDSZ parlamenti képviselőjeként tevékenykedett. Parlamenti képviselőként kezdeményezte a környezetvédelem alkotmányossá tételét, amit jelenleg a Románia alkotmánya 35. cikkelye tartalmaz.
2017–2019 között Marosvásárhely alpolgármesteri tisztségét töltötte be. Miután többször nem tudott megegyezni az őt megválasztó frakcióval, a tanácsosok kétharmados többséggel leváltották.

## Művei
- Az erdélyi-mezőség tájökológiája. Tanulmányok; Mentor, Marosvásárhely, 2003
- Makkai Gergely–Imecs Zoltán: Meteorológia; Presa Univ. Clujeană, Cluj-Napoca, 2006
- Ökológiai gazdálkodás; Mentor, Marosvásárhely, 2008
- Vidékfejlesztés; Mentor, Marosvásárhely, 2008
- Környezetünk védelmében. A Marosvásárhelyi Rádióval; Mentor, Marosvásárhely, 2010